# Wahlbezirk Böhmen 119
Der Wahlbezirk Böhmen 119 war ein Wahlkreis für die Wahlen zum Abgeordnetenhaus im österreichischen Kronland Böhmen. Der Wahlbezirk wurde 1907 mit der Einführung der Reichsratswahlordnung geschaffen und bestand bis zum Zusammenbruch der Habsburgermonarchie.

## Geschichte
Nachdem der Reichsrat im Herbst 1906 das allgemeine, gleiche, geheime und direkte Männerwahlrecht beschlossen hatte, wurde mit 26. Jänner 1907 die große Wahlrechtsreform durch Sanktionierung von Kaiser Franz Joseph I. gültig. Mit der neuen Reichsratswahlordnung schuf man insgesamt 516 Wahlbezirke mit je einem zu wählenden Abgeordneten, die durch Direktwahl mit allfälliger Stichwahl bestimmt wurden. Der Wahlkreis Böhmen 119 umfasste die Gerichtsbezirke Marienbad, Königswart, Tepl und Petschau ohne die gleichnamigen Städte Marienbad, Petschau, Königswart und Tepl (alle Wahlbezirk 92). Aus der Reichsratswahl 1907 ging der Deutschradikale Agrarier Erdmann Spies aus der Stichwahl als Sieger hervor. Er konnte sein Mandat bei der Reichsratswahl 1911 erneut in der Stichwahl verteidigen.

## Wahlergebnisse

### Reichsratswahl 1907
Die Reichsratswahl 1907 wurde am 14. Mai 1907 (erster Wahlgang) sowie am 23. Mai 1907 (Stichwahl) durchgeführt.

#### Erster Wahlgang
| Kandidat                                                                   | Partei                             | Wahlkreis- stimmen | Stimmanteil |
| -------------------------------------------------------------------------- | ---------------------------------- | ------------------ | ----------- |
| Erdmann Spies                                                              | Deutschradikaler Agrarier          | 3006               | 41,6 %      |
| Joseph Maria Baernreither                                                  | Deutsche Fortschrittspartei        | 2288               | 31,7 %      |
| Karl Schuster                                                              | Sozialdemokratische Arbeiterpartei | 1914               | 26,5 %      |
|                                                                            | Sonstige Parteien                  | 20                 | 0,3 %       |
| Wahlberechtigte: 9513, Ungültige/Leere Stimmen: 47 Wahlbeteiligung: 76,5 % |                                    |                    |             |

#### Stichwahl
| Kandidat                                                                    | Partei                      | Wahlkreis- stimmen | Stimmanteil |
| --------------------------------------------------------------------------- | --------------------------- | ------------------ | ----------- |
| Erdmann Spies                                                               | Deutschradikaler Agrarier   | 3825               | 58,8 %      |
| Joseph Maria Baernreither                                                   | Deutsche Fortschrittspartei | 2686               | 41,2 %      |
| Wahlberechtigte: 9513, Ungültige/Leere Stimmen: 40, Wahlbeteiligung: 86,2 % |                             |                    |             |

### Reichsratswahl 1911
Die Reichsratswahl 1911 wurde am 13. Juni 1911 sowie am 20. Juni 1911 (Stichwahl) durchgeführt.

#### Erster Wahlgang
| Kandidat                                                                     | Partei                             | Wahlkreis- stimmen | Stimmanteil |
| ---------------------------------------------------------------------------- | ---------------------------------- | ------------------ | ----------- |
| Erdmann Spies                                                                | Deutsche Agrarpartei               | 3044               | 47,6 %      |
| Wenzel Stanek                                                                | Sozialdemokratische Arbeiterpartei | 2184               | 34,1 %      |
| Josef Tille                                                                  | Christlichsoziale Partei           | 1028               | 16,1 %      |
| Georg Schönerer                                                              | Alldeutsche Vereinigung            | 111                | 1,7 %       |
|                                                                              | Sonstige Parteien                  | 30                 | 0,5 %       |
| Wahlberechtigte: 9.576, Ungültige/Leere Stimmen: 53, Wahlbeteiligung: 67,4 % |                                    |                    |             |

#### Stichwahl
| Kandidat                                                                     | Partei                             | Wahlkreis- stimmen | Stimmanteil |
| ---------------------------------------------------------------------------- | ---------------------------------- | ------------------ | ----------- |
| Erdmann Spies                                                                | Deutsche Agrarpartei               | 4024               | 64,0 %      |
| Wenzel Stanek                                                                | Sozialdemokratische Arbeiterpartei | 2264               | 36,0 %      |
| Wahlberechtigte: 9.576, Ungültige/Leere Stimmen: 50, Wahlbeteiligung: 66,2 % |                                    |                    |             |